# Brigade Jesser
La brigade Jesser, du nom de son commandant, le général Kurt Von Jesser, est un groupe mobile, composé d'éléments disparates de la Wehrmacht, des SS et de divers services de police, qui était destiné à réprimer et anéantir les groupes de maquisards, en Auvergne et dans le Limousin, et qui a sévi dans ces régions de juin à août 1944.
Elle est également désignée sous les noms de : « division Jesser », « groupe Jesser », « groupe mobile Jesser », « colonne Jesser » et « Kampfgruppe Jesser ».

## La colonne

### Création
Au début du mois de juin 1944, le général Fritz Brodowski, commandant l'état-major principal de liaison Hauptverbindungsstab (HVS) 588 basé à Clermont-Ferrand reçut l'ordre formel de rétablir l'ordre dans l'Auvergne et le Limousin contre les maquisards dont les actions commençaient à mettre sérieusement en cause l'occupation allemande. Son commandement s'étendait sur neuf états-majors de liaison, Verbindungstab (VS) à raison d'un pour chaque département (Puy-de-Dôme, Allier, Haute-Loire, Cantal, Haute-Vienne, Corrèze, Creuse, Dordogne et Indre).
Pour remplir cette mission un groupement tactique mobile de combat de la valeur d'une brigade fut mis à sa disposition et constitué de troupes chargées de la recherche et de la destruction des maquis et des unités FFI dont le commandement tactique fut confié au Generalmajor Kurt Von Jesser.

### Constitution
Le groupe des forces allemandes destiné à cette répression ne fut pas constitué d’une unité militaire organique, mais de l’amalgame de nombreuses unités qui reçut l’appellation de « groupe mobile Jesser » dont le quartier général était situé à Royat dans le Puy-de-Dôme.
Pendant la « pacification » de la région, le quartier général de la colonne était situé à Ussel en Corrèze.

### Composition
Sous les ordres du général Kurt Von Jesser, les forces allemandes étaient composées :
- d'une colonne rapide, de 1 200 soldats environ, sous le commandement de l'oberst Georg Coqui, composée du :
  - Régiment de sécurité no 1000 (Motorisiertes Sicherungsregiment 1000 - régiment motorisé de sureté également connu sous le nom de Sicherungs-Brigadestab 74 - 74e brigade de sécurité[1]) qui comprenait :
    - un état-major
    - une compagnie de blindés, avec véhicules à essence, auto-mitrailleuses, batteries d'artillerie, de canons d'infanterie et anti-aérien
    - deux bataillons d'infanterie, l'un à quatre compagnies, l'autre à six, avec des mortiers,
    - une compagnie du génie

  - Groupe de reconnaissance AA1000 (Aufklärungs Abteilung 1000)
- d'une colonne lente, également de 1 200 soldats environ, avec véhicules et camions à gazogène (réquisitionnés), composé de soldats de l'Ost-Légion[note 3] :
  - Un bataillon de la Wolga Tatarische Legion (Légion des Tatars de la Volga) qui comprenait trois compagnies stationnées au Puy-en-Velay) ;
  - Un bataillon de l' Aserbajdzansche Legion provenant des Aserbeidschanischen Bataillone 804, 806 et I./73 et composé de trois compagnies stationnées à Rodez puis à Saint-Flour.
Les deux bataillons appartenaient au Freiwillige-Stamm-Regiment.2 (Régiment de volontaires autochtones) basé à Mende.
- d'éléments complémentaires rapides :
  - 1 Verbindungstab état-major de liaison avec une compagnie de transmission[note 2]
  - 262e Panzerjäger Kompanie (compagnie antichar)
  - Une compagnie d'automitrailleuses venant du Gross Paris
  - 958e Motorisierte Flak Bataillon (bataillon motorisé de DCA)
  - 28e Reserve Artillerie Abteilung (groupe d’artillerie de réserve) de la 189e division de réserve
  - 2 escadrilles d’aviation d’intervention et de reconnaissance, dotées de Stukas et de Fieseler Storch basés à Aulnat
- d'éléments policiers :
  - Des forces du commandement supérieur des SS et de la police (SD et SIPO) dirigé par Hugo Geissler
  - 1 Sicherheitspolizei und Sicherheitsdienst Stab (état-major de la police de sécurité et du service de sécurité)
  - 15 groupes d’interrogatoires
  - le 3ebataillon du SS Polizei Regiment 19 (bataillon motorisé de police SS)
  - 7 brigades d’intervention de la Feldgendarmerie[note 4] (280 hommes) (brigades no 653 de Montluçon, 932 de Clermont-Ferrand, 960 de ?, 979 de Châteauroux, 986 de ?, 993 du Puy-en-Velay et 1115 de ?)

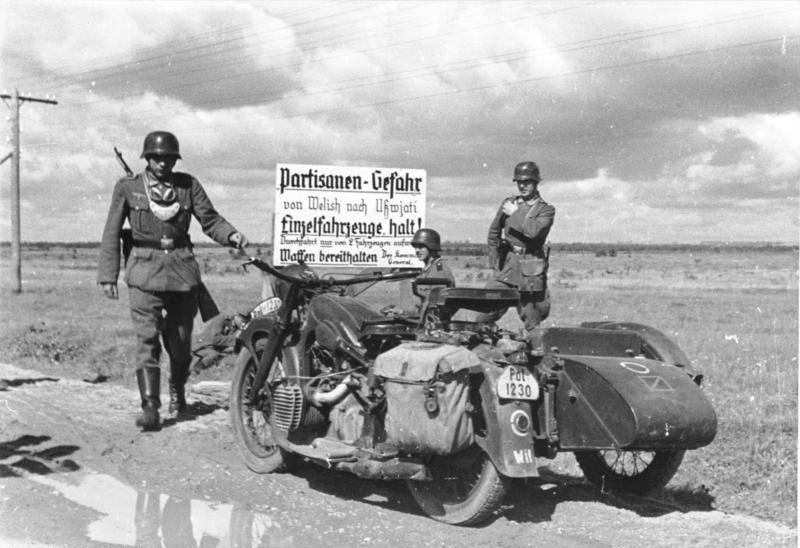
Soldats Feldgendarmes avec leurs « colliers de chiens » et leur moto BMW avec side-car.

La brigade Jesser est articulée en 6 Kampfgruppen (Groupements tactiques), numérotés de A à F. Soit au total plus de 2 500 hommes et 500 véhicules, armés d'auto-mitrailleuses Panhard AMD-178 d'origine française, appelé par les Allemands Leichter Panzerspähwagen, c'est-à-dire des véhicules de reconnaissance blindés, de mortiers légers de campagne, de canons antiaériens de calibre 20 mm reconvertis en armes d'infanterie, de canons de campagne divers, etc.

#### Sicherungs-Brigadestab 74
La Sicherungs-Brigadestab 74 (motorisiert) (74e brigade de sécurité motorisée) est créé en juin 1944 à Montargis avec les Sicherungs-Regiment 1000 et 1010 et l'Aufklärungs-Abteilung 1000 (Groupe de reconnaissance 1000). La brigade fut utilisée après les répressions en Limousin et Auvergne lors des combats pour la trouée de Belfort et la poche de Colmar.

#### Régiment de sécurité 1000
Le régiment, motorisé, est créé, en France, en décembre 1943 sous le nom de Sicherungs-Regiment 100 (100e régiment de sécurité) et se compose d'un état-major, avec une compagnie de véhicules blindés, et de deux bataillons.
En février 1944, alors en poste à Montargis-Pithiviers-Briare il prend le nom de Sicherungs-Regiment 1000 et compose, en juin 1944 avec le Sicherungs-Regiment 1010 et l'Aufklärungs-Abteilung 1000 (Groupe de reconnaissance 1000), la Sicherungs-Brigadestab 74.
Après les actions de répression en Limousin-Auvergne le Sicherungs-Regiment 1000, devenu le Grenadier-Regiment (motorisiert) 1000, est incorporé, en novembre 1944, dans la 19e armée puis les débris sont incorporés dans la 189e division d'infanterie et qui formera le Grenadier-Regiment 1212 et participera aux combats en Alsace et à Colmar.

### Réputation
La colonne Jesser disposait d’une supériorité écrasante en hommes et en moyens.
La férocité de ses hommes était renforcée par la présence du SD et du SIPO en ses rangs, dont le chef Hugo Geissler sera tué à Murat dans le Cantal.
Les unités SD et SIPO étaient implantées jusqu’à l’échelon de la compagnie et étaient chargées du contrôle de l’exécution des prisonniers et autres exactions.

## Les opérations

### Juin 1944
- Du 8 au 15 juin 1944 : la colonne effectue la « liquidation » du réduit du mont Mouchet.
- Le 12 juin, à Murat, un groupe de résistants parti de Saint-Genès-Champespe abat l'Hauptsturmführer Hugo Geissler, l'un des 21 chefs régionaux de la Gestapo (SS et SD) en France.
- 16 juin–21 juin 1944 : opérations de répression dans le Cantal.
- Le 24 juin, les Tatars de la Volga de la Brigade Jesser encerclent Murat dans le Cantal, et déportent 117 habitants.
- le 29 juin, 3 résistants sont fusillés à Brimessanges sur la commune de Saint-Donat (63).
- 30 juin : le régiment de reconnaissance AA 1000 est à Bort-les-Orgues en Corrèze.

### Juillet 1944

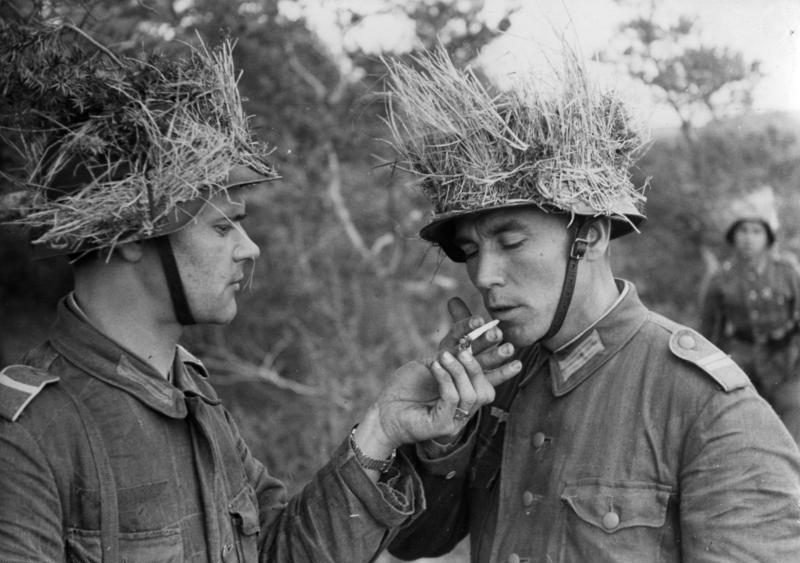
Soldats tatars de la Volga.

- 7 juillet 1944 : lors d’une embuscade dans les gorges du Chavanon, 22 soldats allemands du 95e régiment de sécurité sont tués.
- En réaction, du 9 au 15 juillet 1944 : la colonne, partie du Cantal, traverse Bort-les-Orgues et lance des ratissages allant de Bourg-Lastic à Combressol pour trouver le commandant Duret.
- Le 9 juillet, 5 convois de la colonne Jesser sont envoyés en représailles en Corrèze et dans l'ouest du Puy-de-Dôme, à la suite de l’embuscade du Chavanon le 7 juillet où le commandant d’une compagnie du 95e régiment de sécurité à Ussel et sa colonne sont anéantis par la résistance (22 morts et quelques prisonniers). Ils installent leur QG à Eygurande et Bourg-Lastic. Un civil est tué le 9 juillet au soir lorsque les premiers éléments du groupement Coqui investissent et cernent le village de Bourg-Lastic.

Il s'ensuit une « semaine de terreur » à Bourg-Lastic, village bouclé et occupé par le groupement Coqui, au cours de laquelle sont interrogés des résistants de Bourg-Lastic et Messeix ainsi que des civils de la région. Le colonel Coqui et son aide-de-camp logent à Bourg-Lastic en face de la mairie où sont enfermés les otages.
- 13 juillet : un premier convoi de 110 véhicules et 7 canons patrouille en direction de La Courtine, Sornac, Millevaches, Marcy, Gioux, Gentioux, Saint-Merd-la-Breuille, Saint-Oradoux-de-Chirouze.
- 13 juillet : un second convoi de 74 véhicules et 7 canons ratisse sur Saint-Angel, Meymac, Saint-Merd-les-Oussines, Bugeat, Peyrelevade et à nouveau Gentioux.
- 13 juillet : un troisième convoi de 76 véhicules et 2 canons stationne à Ussel puis ratissant très large se dirige vers La Courtine, Magnat-l'Étrange, Eygurande, Bourg-Lastic, Avèze, Herment, Crocq et la Creuse.

Les autres convois restent en soutien à Ussel ou patrouillent dans les environs.
- 14 juillet : une quatrième colonne de la brigade est signalée partant de Murat en direction de Riom ès Montagne se dirigeant vers la Creuse.
- 14 juillet : à Bourg-Lastic : à l'issue des enquêtes et interrogatoires menés du 10 au 13 juillet, 25 à 28 otages partent à Clermont-Ferrand. six d'entre eux seront déportés avec le statut « politique » dont deux femmes. Les autres otages seront envoyés au STO en Allemagne.
- 15 juillet 1944 : à Bourg-Lastic 23 otages sont fusillés au camp militaire. Parmi eux, le maire Pierre Chassagny ainsi que Maurice Piedpremier, instituteur, capitaine des Forces Françaises de l'Intérieur et commandant la 2e compagnie de la zone 3, et ainsi que deux de ses seconds, Henri Dulac et Pierre Beaulaton.
- 15 juillet : de l'autre côté du Chavanon, à Feyt (Corrèze), les colonnes assassinent 3 résistants (balles dans le dos).
- 15 juillet : le groupement Coqui incendie les villages d’Alleyrat et de La Rochette situés à quelques kilomètres au nord d’Aubusson.
- 15 juillet : Près de Saint-Merd-les-Oussines, accrochage avec la 238e compagnie FTP sur le plateau de Millevaches, qui perd 3 hommes (Henri Cayet, Pierre Orluc, Auguste Stein) à Marcy ; quatre des leurs sont déportés. Les Allemands ont environ 20 morts et blessés. En représailles, ils incendient le hameau de Marcy et déportent 6 personnes[réf. nécessaire].
- Du 13 juillet au 27 juillet (ou environ) la colonne du colonel Georg Coqui sévit dans la Creuse (La Courtine, Felletin, Aubusson, Royère-de-Vassivière, Pontarion, Bourganeuf), où elle fit une répression féroce.
- Répressions dans les environs de Bourganeuf par la brigade Jesser :
  - 16 juillet : Domaine du Mas-Baronnet à Masbaraud-Mérignat, une unité du CFL est faite prisonnière, enfermée dans la tour Zizim puis une dizaine d'hommes sont déportés en Allemagne. le capitaine Jacques Chapou alias Kleber est tué les armes à la main à l'entrée de Bourganeuf, plutôt que de se rendre[4],[5].
  - 16 juillet : Vidaillat, attaque du PC des FFI au château de Courson. Une centaine de prisonniers.
  - 17 juillet : Vidaillat, 10 CFL sont tués au hameau de Cosnat.
  - 17 juillet : Le groupement Coqui attaque le Riou Blanc à 10 km à l’est de Bourganeuf et aurait tué 72 résistants, fait 32 prisonniers et récupéré de 50 à 60 tonnes d’armes[a 2][note 6].
- Du 18 au 20 juillet : Le groupement Coqui pousse de fortes reconnaissances en Haute-Vienne et attaque les positions du colonel Guingouin du mont Gargan, dans un triangle Sussac, Sainte-Anne et Domps.
- 19 juillet dans le bois de la Croix de la Mine à Saint-Dizier-Leyrenne, des FFI du Cher sont attaqués et perdent 8 morts et 61 déportés.
- 27 juillet : le groupement Coqui attaque Chard où il tue 6 FFI et fait 17 prisonniers qu’il fusille et achève.
- 27 juillet : à quelques kilomètres de Saint-Rémy (19) un groupe de la colonne Jesser tombe dans une embuscade perdant 2 camions et 16 à 17 tués contre aucune perte de la 2e compagnie de l’AS.

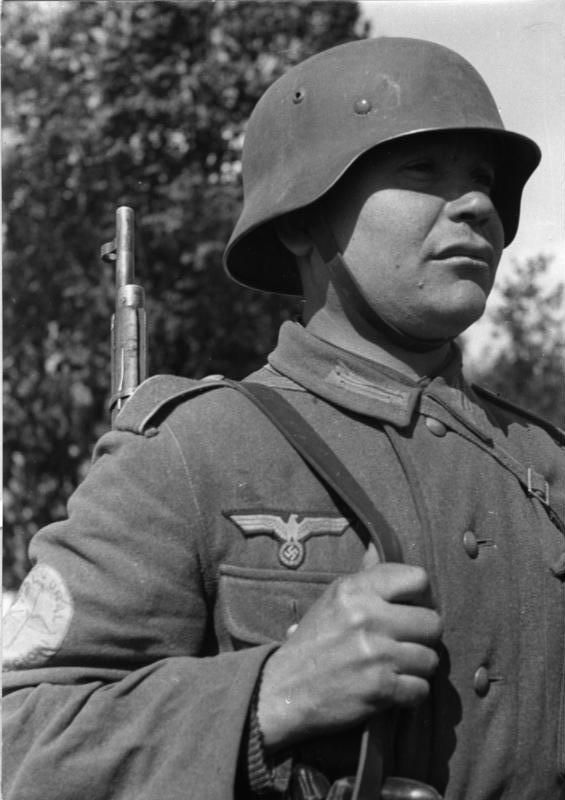
Soldat tatar de la Volga.

- Dans la nuit du 29 au 30 juillet, 75 Tatars (probablement membre de la Légion d'Idel-Oural), venus du Puy désertent les forces allemandes et rejoignent les résistants de l'Armée secrète.

Les Tatars participent aux embuscades de la fin août sur la RN 89. Mais devant leur répugnance à ce genre de combat, ils sont mis en réserve. À la libération de la haute Corrèze, ils sont regroupés à Tulle. Personne ne sait par la suite ce qu'il advint d'eux.
- 30 juillet : Après l'évasion des Tatars, les Allemands évacuent Meymac et Saint-Angel et mettent en route vers l'est la légion Tatar afin qu'elle échappe à la contagion. Le convoi, de 60 véhicules passe par Ussel, Eygurande où il tombe, 2 km plus loin, dans une embuscade. Les FFI ont 1 blessé, les Allemands perdent 1 camion, 1 car et environ 40 tués et blessés. La légion Tatare est ensuite acheminée par Rochefort, Issoire, Le Puy-en-Velay et Saint-Étienne où elle arrive le 4 août. Elle ne reviendra plus en Corrèze.
- 31 juillet : les forces allemandes opèrent un nouveau nettoyage. Les colonnes sont signalées à Meymac, Ambrugeat, Célestin d'Égletons, Saint-Angel, Combressol, La Chapelle-de-Combressol, Palisse, Lamazière-Basse, Neuvic. Près de Neuvic une section de 4 résistants FTP MOI (armés de 2 pistolets, 1 mitraillette et 1 sans arme) sont surpris par une section allemande. Succombant sous le nombre, les 4 résistants sont tués, mais les Allemands perdent 2 tués et 1 blessé.

#### Bilan
- Lors de la première période, du 9 au 15 juillet, les troupes de la colonne Jesser opèrent dans le Puy-de-Dôme, en Corrèze et en Creuse et cherchent le contact avec les FFI. Elles réalisent des représailles importantes à Bourg-Lastic avec un civil exécuté sommairement le 9 juillet, au moins 25 déportés le 14, et 23 fusillés le 15 juillet, la plupart étant des résistants de Bourg-Lastic et Messeix, d’autres résistants ayant été capturés à Clairavaux en Creuse.
- Dans une seconde période, du 14 au 26 juillet, elles passent en Creuse, basées à Aubusson et Bourganeuf, prennent le contact avec les FFI et les attaquent. Les Allemands réussissent à disperser des rassemblements armés et à détruire une partie de leur matériel. Le dispositif de la Creuse Sud éclate, mais les effectifs ne sont pas trop entamés.
- La troisième période du 27 au 1er août, voit la brigade Jesser se partager en deux groupements :
- Le groupement Nord, formé par la colonne rapide, poursuit ses opérations de nettoyage vers l'est le long de la RN 141 puis regagne Clermont-Ferrand.
- Le groupement Sud basé à Meymac et Ussel continue ses opérations de nettoyage. Les FFI lui infligent des pertes sévères en de multiples embuscades.

La désertion d'un groupe tatar sape le moral et accroît les difficultés du commandement allemand.

### Août 1944
- 1er août : Devant les accrochages et opérations de guérillas qui se multiplient, les nazis, pensant trouver une « division de terroristes », décident de se replier en Auvergne.

La totalité des troupes de Jesser, légion azerbaïdjanaise, les quelques éléments Tatars restants et SIPO-SD quittent Ussel en direction de Clermont-Ferrand. 12 véhicules quittent Ussel suivis 2 heures plus tard par le reste de la colonne (64 véhicules dont 4 canons et 3 pièces anti-chars). Ce convoi est assailli au pont du Chavanon et perd en 5 à 6 minutes 3 véhicules et 15 hommes environ. Les FFI n'ont aucune perte. Le soir à Bourg-Lastic la légion azerbaïdjanaise assassine à la mitraillette 6 personnes.
- Jusqu'au 15 août, la brigade est dans le département du Cantal
- 12 août : la colonne, d'une centaine de véhicules, avec de l'artillerie tractée, se met en marche depuis Clermont-Ferrand par la RN9 en direction de Murat, en passant par Issoire et Lempdes-sur-Allagnon en subissant plusieurs accrochages avec les FFI.
- 13 août: la colonne, toujours à la recherche de contacts, détruit, avec l'appui de son aviation, partiellement le village de Laveissière.
- 14 août : les Allemands arrivent à Murat.
- 16 août : la colonne Jesser fait route vers le département de la Corrèze avec mission de récupérer les garnisons allemandes encerclées par les FFI sur l’axe de la RN89.

Les villes de Brive et de Tulle sont libérées par la résistance, la garnison d’Ussel vient de perdre la bataille, la garnison d’Égletons est assiégée par l’AS et les FTP.
- 17 août : averties du retour de la colonne Jesser, les FFI quittent Ussel pour se placer en embuscade sur la RN89. Les accrochages sont sérieux et nombreux. En particulier, le 1er bataillon du Sicherungs-Regiment 1000 se rendant de Clermont-Ferrand à Ussel est attaqué vers 10 h sur la commune de Saint-Julien-Puy-Lavèze par la 4e compagnie de la zone 3 des FFI d'Auvergne. Il subit une nouvelle attaque vers midi dans les gorges du Chavanon par la résistance corrézienne et auvergnate. À 17 h le général Jesser fait son entrée dans Ussel, totalement vide.
- 18 août : le 2e bataillon du Sicherungs-Regiment 1000 se rend de Clermont-Ferrand et est à son tour attaqué dans les gorges du Chavanon puis accroché sur son trajet jusqu'à Ussel. À 11 heures la colonne Jesser entre dans Égletons et libère la garnison du 194e régiment de sécurité, assiégée par les FFI limousins qui relâchent la tenaille devant cette force supérieure en nombre et en armement.
- 19 août : Ignorant que la garnison de Tulle s’est rendue, la colonne Jesser se dirige sur Tulle, où elle subit des embuscades à la Croix du Bourg et à Seugnac. Afin d’éviter les embuscades la colonne chemine par des routes secondaires par lesquelles elle arrive à Tulle en fin d’après midi, qui, apprenant la reddition de la garnison allemande, Jesser menace de brûler la ville.

En raison du débarquement de Provence, un ordre de repli immédiat vers l’est, signé Adolf Hitler, est parachuté par un avion.
- Le 19 août, vers 22 heures la colonne repart en direction d’Ussel et est accrochée vers Gimel.
- 20 août : la colonne tombe dans cinq embuscades
- 22 août : le lieutenant FFI anglais William Short est abattu par des éléments de la colonne de passage à Tortebesse.
- 24 août : la brigade est signalée vers Clermont-Ferrand.

Elle libère, en passant par Brioude et Saint-Poncy, la garnison de Saint-Flour assiégée par la résistance.
- 27 août : elle fait retraite sur Autun, Dijon et Langres.
- En septembre elle se serait battue dans les Vosges en particulier à Mirecourt.
- En janvier 1945, on retrouve des éléments de la brigade avec le général Jesser dans la poche de Colmar.

## Autres divisions de répression
- Groupe Burkhard-Finger
- Colonne Ottenbacher
- Division Brehmer

## Sigles
- HVS : Hauptverbindungsstab (état-major principal de liaison)
- VS : Verbindungsstab (état-major de liaison)
- Kampfgruppe, Kampfgruppen : groupe(s) de combat interarmes de l'importance d'un gros régiment
- Abréviations militaires (Allemagne)